# Barra (Neapel)
Barra ist der 29. von den 30 Stadtteilen (Quartieri) der süditalienischen Hafenstadt Neapel. Er gehört zur östlichen Peripherie von Neapel.

## Geographie und Demographie
Barra ist 7,82 Quadratkilometer groß und hatte im Jahr 2009 36.810 Einwohner.